# Shutterbugg
Shutterbugg je debitantski singl repera Big Boija. Singl se nalazi na albumu Sir Lucious Left Foot: The Son of Chico Dusty. Refren pjesme pjeva Cutty.

## Formati
Digitalni download
1. "Shutterbugg" (zajedno s Cutty) - 3:34

## Top liste
| Top lista (2010)                              | Završna pozicija |
| --------------------------------------------- | ---------------- |
| UK Singles Chart                              | 31               |
| UK R&B Singles                                | 13               |
| U.S. Billboard Bubbling Under Hot 100 Singles | 20               |
| U.S. Billboard Hot R&B/Hip-Hop Songs          | 60               |
| German Black Charts                           | 8                |